# Bistum Daet
Das Bistum Daet (lat.: Dioecesis Daetiensis) ist eine auf den Philippinen gelegene römisch-katholische Diözese mit Sitz in Daet.

## Geschichte
Das Bistum Daet wurde am 27. Mai 1974 durch Papst Paul VI. mit der Apostolischen Konstitution Requirit maximopere aus Gebietsabtretungen des Erzbistums Caceres errichtet und diesem als Suffraganbistum unterstellt.
Es umfasst die Provinz Camarines Norte.

## Bischöfe von Daet
- Celestino Rojo Enverga, 1974–1990
- Benjamin Almoneda, 1991–2007
- Gilbert Garcera, 2007–2017, dann Erzbischof von Lipa
- Rex Andrew Alarcon 2019–2024, dann Erzbischof von Caceres
- Herman Guinto Abcede RCJ seit 2025